# Spring (Texas)
Spring es un lugar designado por el censo ubicado en el condado de Harris en el estado estadounidense de Texas. En el Censo de 2010 tenía una población de 54.298 habitantes y una densidad poblacional de 890,33 personas por km².

## Geografía
Spring se encuentra ubicado en las coordenadas 30°3′44″N 95°23′2″O / 30.06222, -95.38389. Según la Oficina del Censo de los Estados Unidos, Spring tiene una superficie total de 60,99 km², de la cual 60,06 km² corresponden a tierra firme y (1,51%) 0,92 km² es agua.

## Demografía
Según el censo de 2010, había 54.298 personas residiendo en Spring. La densidad de población era de 890,33 hab./km². De los 54.298 habitantes, Spring estaba compuesto por el 63,85% blancos, el 19,49% eran afroamericanos, el 0,59% eran amerindios, el 3,14% eran asiáticos, el 0,37% eran isleños del Pacífico, el 9,28% eran de otras razas y el 3,28% pertenecían a dos o más razas. Del total de la población el 28,44% eran hispanos o latinos de cualquier raza.

## Educación
El CDP, el Distrito Escolar Independiente de Spring gestiona escuelas públicas. En el área de Spring, el Distrito Escolar Independiente de Klein y el Distrito Escolar Independiente de Conroe gestionan escuelas públicas.